# Lymania smithii
Lymania smithii là một loài thực vật có hoa trong họ Bromeliaceae. Loài này được Read mô tả khoa học đầu tiên năm 1984.

## Hình ảnh

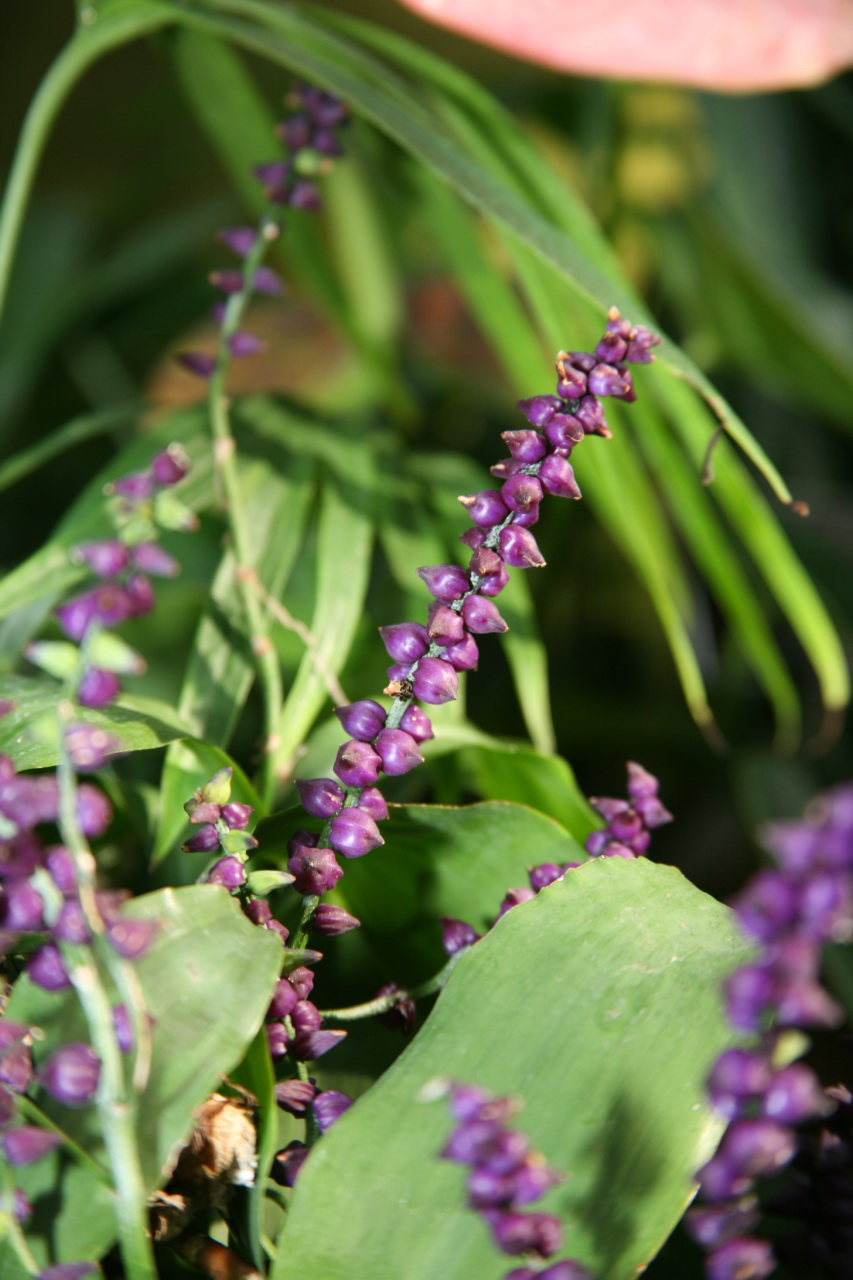
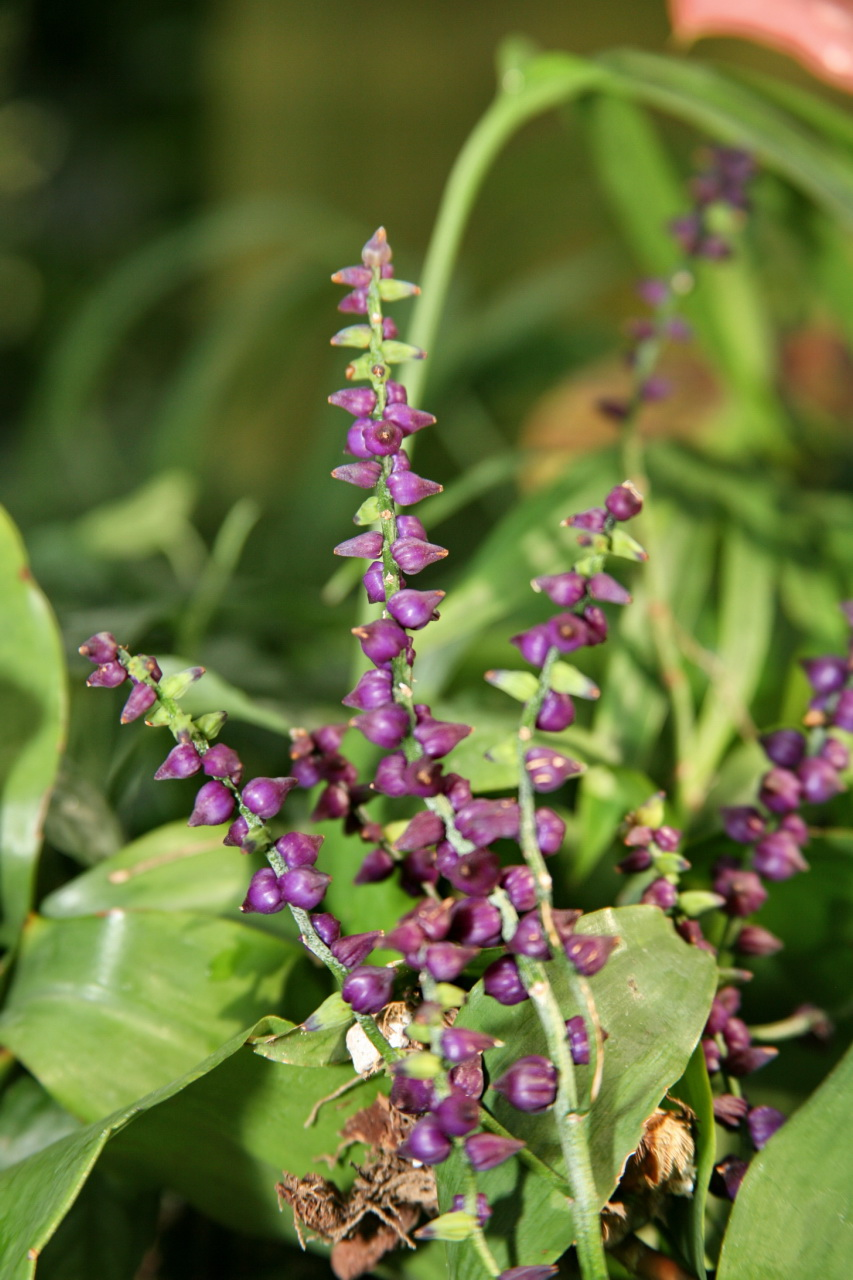